# 화성-15형
《화성-15》형(火星15型) 혹은 《화성포-15》형은 북한의 대륙간 탄도 미사일이다.

## 역사
2017년 11월 29일 최초 시험발사에 성공했다. 지구 전역에 대한 핵공격 능력을 확보했다면서, 핵무기의 모든 개발 완성을 선언했다. 30일 발사 동영상을 공개했다.

## 분석

### 크기
미국 싱크탱크인 전략국제연구센터(CSIS)에 따르면, 화성-15형은 지름 2~2.4m, 길이 21~22.5m의 2단 액체연료 ICBM이다. 사거리는 8500~1만3000km로 추정된다.

### 엔진
발사 직후, 한국에서는 화성-14의 개량형일 것으로 추측했다. 장영근 한국항공대 교수는 "1단은 화성 14호에 사용된 백두산 엔진을 이용했을 것으로 보이지만, 2단 엔진은 신형으로 교체했을 가능성이 크다"고 설명했다. 그러나 북한이 공개한 발사 동영상에서, 1단 엔진은 백두엔진 2개를 사용했다는 것이 드러났다. 미국은 RD-250 엔진을 카피한 것으로 보고 있다. 그러나 RD-250 엔진은 40톤 추력 2개를 묶은 것으로, 화성 15호는 80톤 추력 백두산 엔진 2개를 묶은 것이다.
2016년 9월 20일 북한 조선중앙통신은 서해 위성 발사장에서 백두산 로켓에 사용될 추력 80톤 액체연료 로켓 엔진의 지상 연소실험에 성공했다고 보도했다. 연소시간은 200초라고 밝혔다. 연료는 밝혀지지 않았지만, 러시아, 중국, 북한은 주로 스커드 노동 무수단 등에 하이드라진 액체연료 엔진을 사용한다.

### 최대사거리
영국 가디언에 따르면 미국 물리학자 겸 미사일 전문가인 데이비드 라이트 박사는 "일반적인 각도로 발사했을 경우 약 13,000 km를 비행할 수 있을 것"이라고 말했다. 북한 대부분의 지역에서 미국 동부 뉴욕, 워싱턴은 대략 11,000 km 거리이다.

### 다탄두
일본 오노데라 이쓰노리 방위상은 "다탄두 가능성도 있다"며 "발사 시점에선 한 발만 관측됐으나 떨어질 땐 몇 개로 나뉘었다. (다탄두 가능성을) 부정할 수 없다"고 말했다. ICBM은 마하 20으로 속도가 너무 빨라서, 패트리어트, 사드 등으로 요격 자체가 불가능하다. MIRV 다탄두일 경우, 고각발사로 중국과 일본을 동시에 핵공격할 수 있다. 정상각도 발사로 미국 뉴욕 워싱턴과 러시아 영국 프랑스 등 미주 유럽 전역에 동시에 핵공격할 수 있다. 어디로 쏘든 미사일 방어가 불가능하다. 북한이 마음만 먹으면 미국 일본 중국 러시아 4개국 전체를 동시에 핵공격도 가능하다는 이야기다.
북한이 동영상을 공개하자, 탄두부의 외양이 단탄두 보다는 다탄두용이라는 분석이 나왔다. 반드시 다탄두라고 볼 수는 없다는 반대의견도 주장되었다.

### 탄두중량
북한은 공식 성명에서 "미국 본토 전역을 타격할 수 있는 초대형 중량급 핵탄두 장착이 가능한 ICBM"이라고 주장했다.
2016년 10월 23일, 노동신문은 "(폭발력) 1kt 이하를 극소형핵탄, 1kt로부터 10kt 이하를 소형핵탄, 10kt으로부터 100kt 이하를 중형핵탄, 100kt으로부터 1Mt(메가톤) 이하를 대형핵탄, 1Mt 이상을 초대형핵탄으로 취급한다"고 덧붙였다.

## 내열소재
북한이 제대로 된 내열소재를 개발했는지에 대해, 전문가들은 의심한다.
한국군은 사거리 5500 km 이상, 상승 단계에서 최대 속도 마하 21 이상으로 비행하는 미사일을 ICBM급으로 판단하고 있는데, 화성-15형이 이 속도에 근접했다고 판단한 것으로 알려졌다.
화성-15형은 이번 시험발사에서 대기권 진입시 마하 24, 종말단계시 마하 20의 낙하 속도를 기록한 것으로 알려졌다. ICBM의 전형적인 낙하 속도이다. 고각이 아니라 정상각 발사에서도 이런 속도로 열과 압력을 견디며 재진입체 내부 손상 없이 떨어지는 것을 보여줘야 한다. 특히 정상각 발사를 하면 대기권을 비스듬히 뚫기 때문에 대기권층으로부터 튕겨 나가기 십상인데 이 역시 극복해야 한다. 재진입 기술은 북한에게는 ICBM을 완성하기 위한 절대적으로 필요한 기술이다. 다행스럽게도 미국 언론들은 미 정부 관료를 인용해 “화성-15형 재진입체가 부서진 것으로 보인다”, "북한이 ICBM 재진입 기술을 확보하지 못했다"고 보도하고 있다.
대기권 재진입시 미사일 속도는 마하 20이 넘고, 이 속도에서 대기권 진입 순간 발생하는 6000~7000도의 마찰열을 반드시 견뎌야 상대방을 타격할 수 있게 된다. 아무리 핵탄두를 실은 탄도미사일이라 하더라도 이 기술 없이는 핵탄두 자체가 마찰열에 다 타버리거나 궤도를 벗어나 우주에 떠돌게 된다.
금속합금은 1650도에 달하는 극초음속 마찰열에는 매우 취약하다. 이에 따라 열이 가장 많이 발생하는 부위에는 탁월한 내열성을 자랑하는 세라믹 복합재료가 보강재로 사용된다.
2017년 7월 28일, 북한은 화성 14호 2차 시험발사를 통해, 대기권 재진입체가 6000도, 7000도를 이겨냈다는 걸 자랑했다. 이 온도에서 외부의 내열소재가 전혀 불타지 않는게 아니고, 탄두가 흔들리지 않게 균일하게 외부의 두꺼운 내열소재가 점차 녹아내려서, 지상에 도달할 때까지 내부의 핵탄두가 불타지 않게 하는 기술이다. 북한 조선중앙통신은 이번 화성-14형 시험발사에서 “새로 개발한 탄소복합재료로 만든 전투부 첨두”의 “열견딤 특성과 구조 안정성”을 확증했다며 대륙간탄도미사일의 대기권 재진입 기술 확보를 주장했다. 또 “재돌입 시 전투부에 작용하는 수천 도의 고온과 가혹한 과부하 및 진동 조건에서도 전투첨두 내부 온도는 25~45℃의 범위에서 안정하게 유지되고 핵탄두 폭발 조정장치는 정상 동작하였으며 전투부는 그 어떤 구조적 파괴도 없이 비행했다”고 보도했다. 그러나, 통상 ICBM의 대기권 재진입 속도는 마하 24∼25(음속의 24∼25배)이지만 고각발사한 화성 14형은 마하 20 미만으로 추정된다. 재진입 시 탄두가 견뎌야 하는 온도는 낙하 속도에 따라 다르다. 마하 24∼25의 경우 섭씨 7000∼8000도에 달하지만 마하 20인 경우 절반 정도인 4000도에 불과하다. 화성 14형 탄두가 7000∼8000도에서 정상적으로 재진입할 수 있을지는 확인되지 않은 셈이다.
대기권에 재진입할 때 미사일 탄두는 마하 20~25의 엄청난 속도로 들어오기 때문에 통상 7000℃까지 올라가는 엄청난 마찰열과 압력, 진동을 겪는다. 이런 열과 진동으로부터 탄두를 안전하게 보호하기 위해 필요한 것이 대기권 재진입 기술이다. 이 기술이 없으면 탄두는 재진입 단계에서 대기권의 반발로 밖으로 튕겨져 나가거나 연소돼버린다.

## 같이 보기
- UR-100N
- 화성 14호